# میمون‌های جهان قدیم

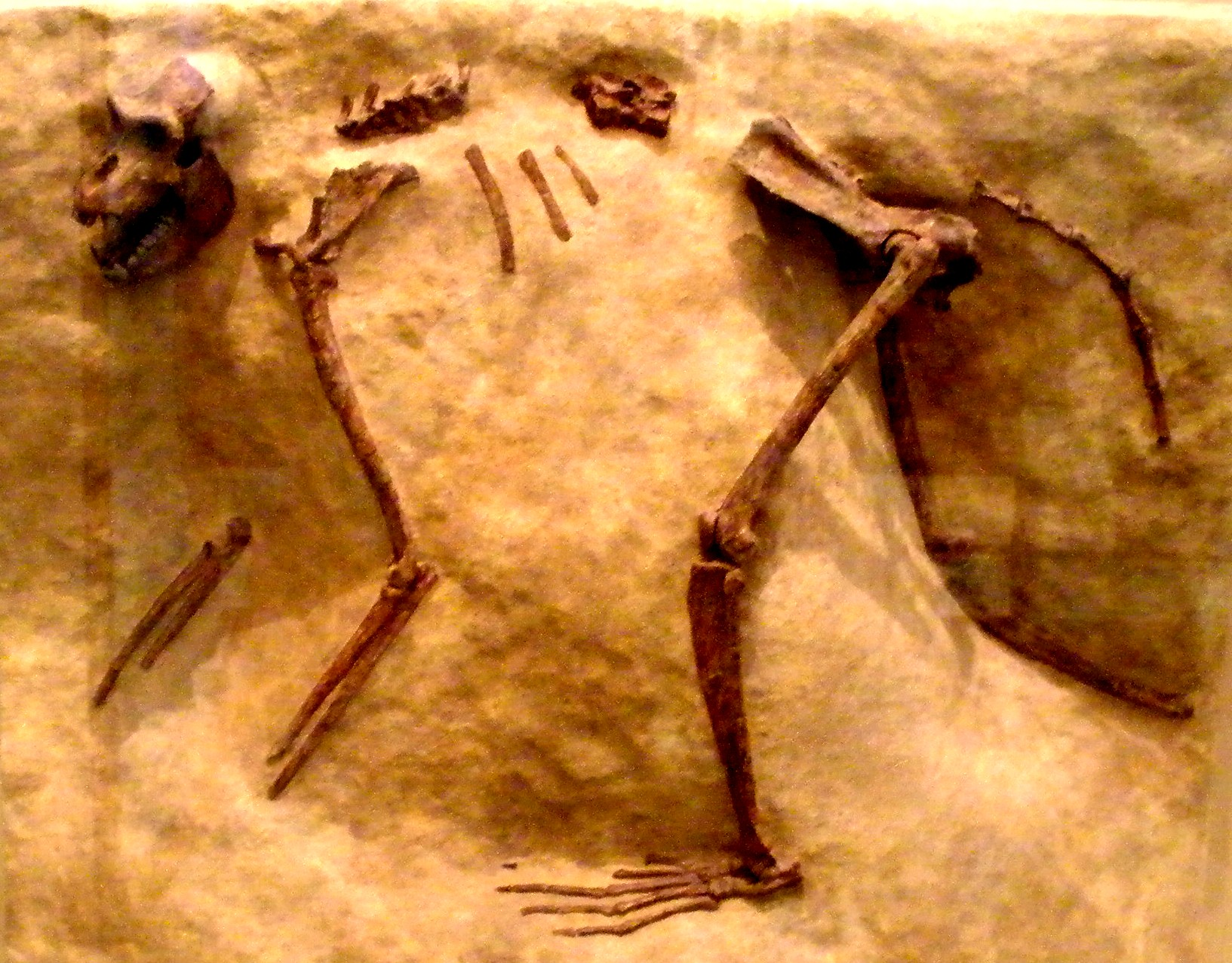
فسیل یافت شدهٔ میمون دنیای قدیم در اروپا

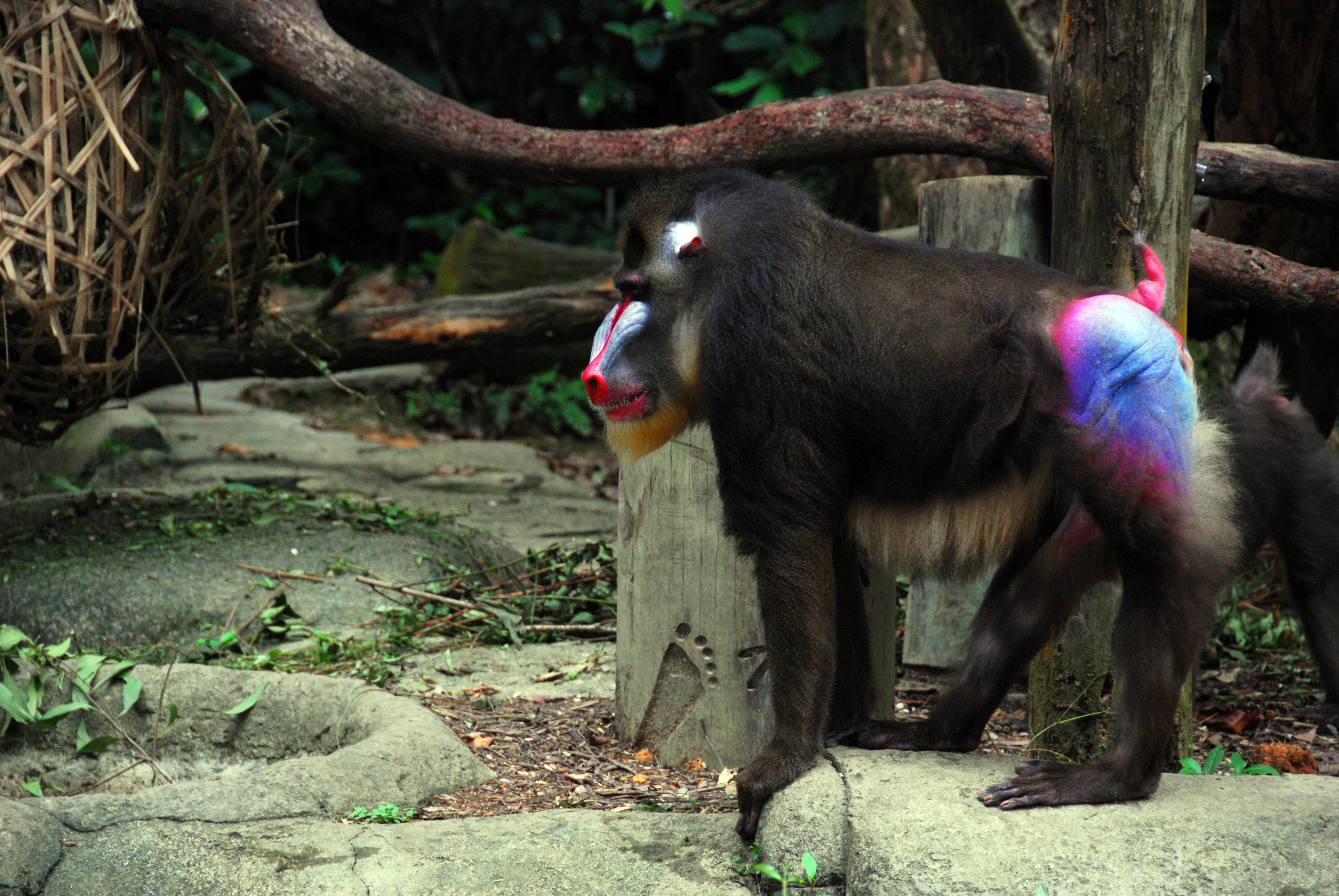
مندریل یا شاه‌بابون در باغ وحش سنگاپور

میمون‌ها بر اساس شکل بینی و فاصله سوراخ‌های آن به دو کلاد یا زیست دستهٔ گسترده تقسیم می‌شوند پخ‌بینیان (به انگلیسی: Platyrrhines) شامل میمون‌های جهان جدید (قاره آمریکا) و راست‌بینیان که شامل میمون‌های جهان قدیم (به انگلیسی: Old World monkeys یا Cercopithecidae) که از گروه نخستی‌سانان نیز می‌باشند.
تاکنون ۱۲۸ گونه و ۲۴ سرده از این میمون‌ها شناسایی شده‌اند. میمون‌های این خانواده به دو زیرخانوادهٔ بزرگ تقسیم شده‌اند که شامل دم‌درازیان و شست‌بریدگان هستند.
میمون‌های جهان قدیم امروزه از موجودات بومی آفریقا و آسیا هستند، این موجودات ساکن محیط‌هایی چون جنگل‌های بارانی استوایی، دشت‌های بی‌درخت، درختچه‌زارها و مناطق کوهستانی هستند. همچنین بر اساس فسیل‌های یافت‌شده میمون‌های جهان قدیم در گذشته ساکن اروپا نیز بوده‌اند و دسته‌ای از آن‌ها هنوز در مناطقی از جبل‌الطارق زندگی می‌کنند. از گونه‌های مشهور میمون دنیای قدیم می‌توان به مکاک و عنتر دم‌کوتاه اشاره نمود.

## ویژگی‌ها
اندازهٔ میمون‌های جهان قدیم معمولاً از متوسط تا بزرگ متغیر است. کوچک‌ترین گونهٔ میمون‌های دنیای قدیم از نظر اندازه تالاپوین نام دارد، به‌طور معمول با طولی برابر با ۳۲ تا ۴۵ سانتی‌متر و وزنی در حدود ۰٫۸ کیلوگرم (در جنس مؤنث) و ۱٫۳ کیلوگرم (در جنس مذکر) است. همچنین بزرگ‌ترین گونهٔ میمون‌های دنیای قدیم از نظر اندازه مندریل یا شاه‌بابون نام دارد.
تفاوت میمون‌های جهان قدیم و کپی (جانور) در این است که بر خلاف کپی‌ها، میمون‌های دنیای قدیم دارای دم و چینش دندانی (فک بالا=۲٫۱٫۲٫۳ و فک پایین=۲٫۱٫۲٫۳) هستند.

## پیوندها
- پخ‌بینیان
- راست‌بینیان